# Christian Romstet

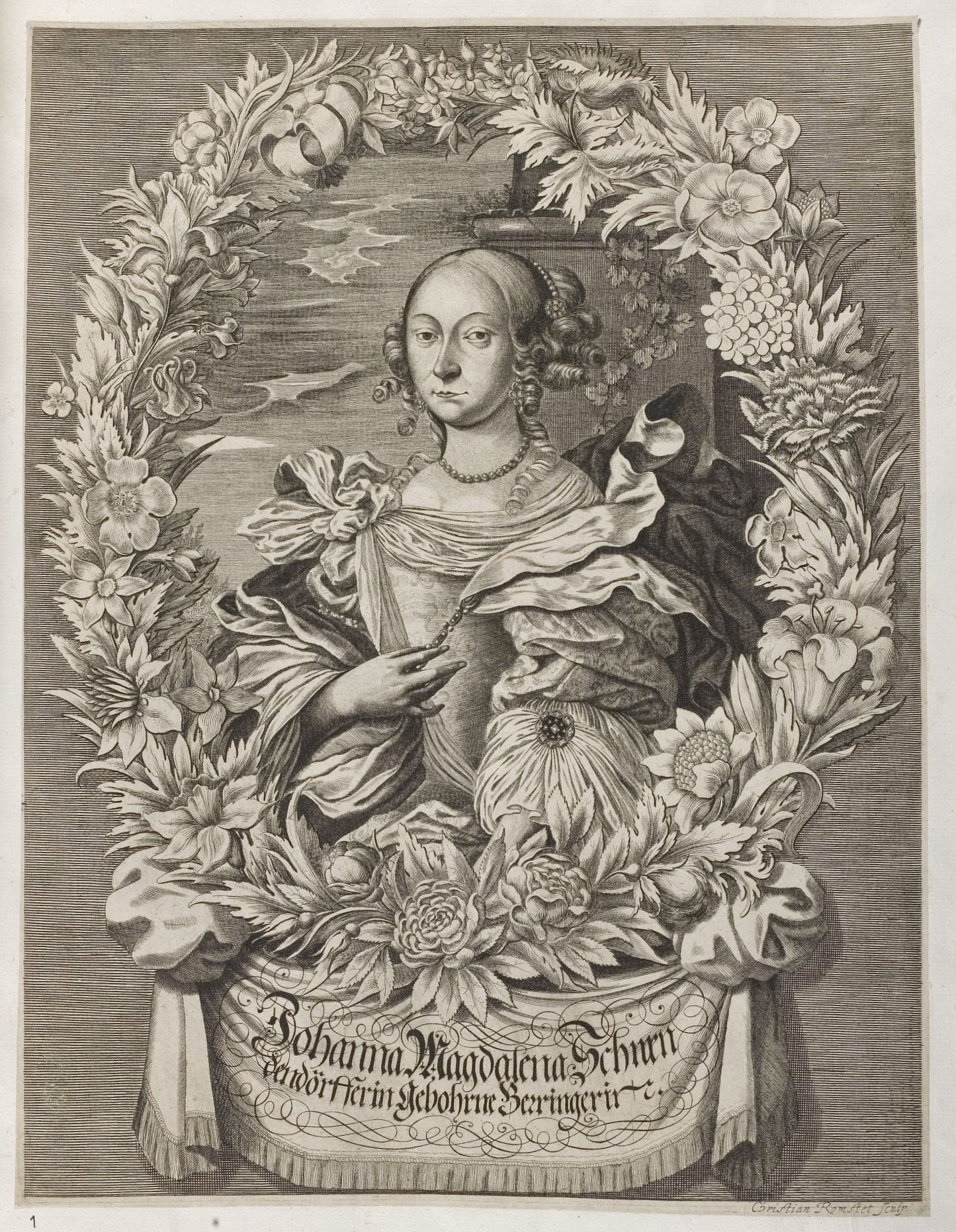
Johanna Magdalena von Schwendendörffer, geb. Beringer, Ehefrau von Bartholomäus Leonhard von Schwendendörffer, Fürstlich Waldecksche Hofbibliothek

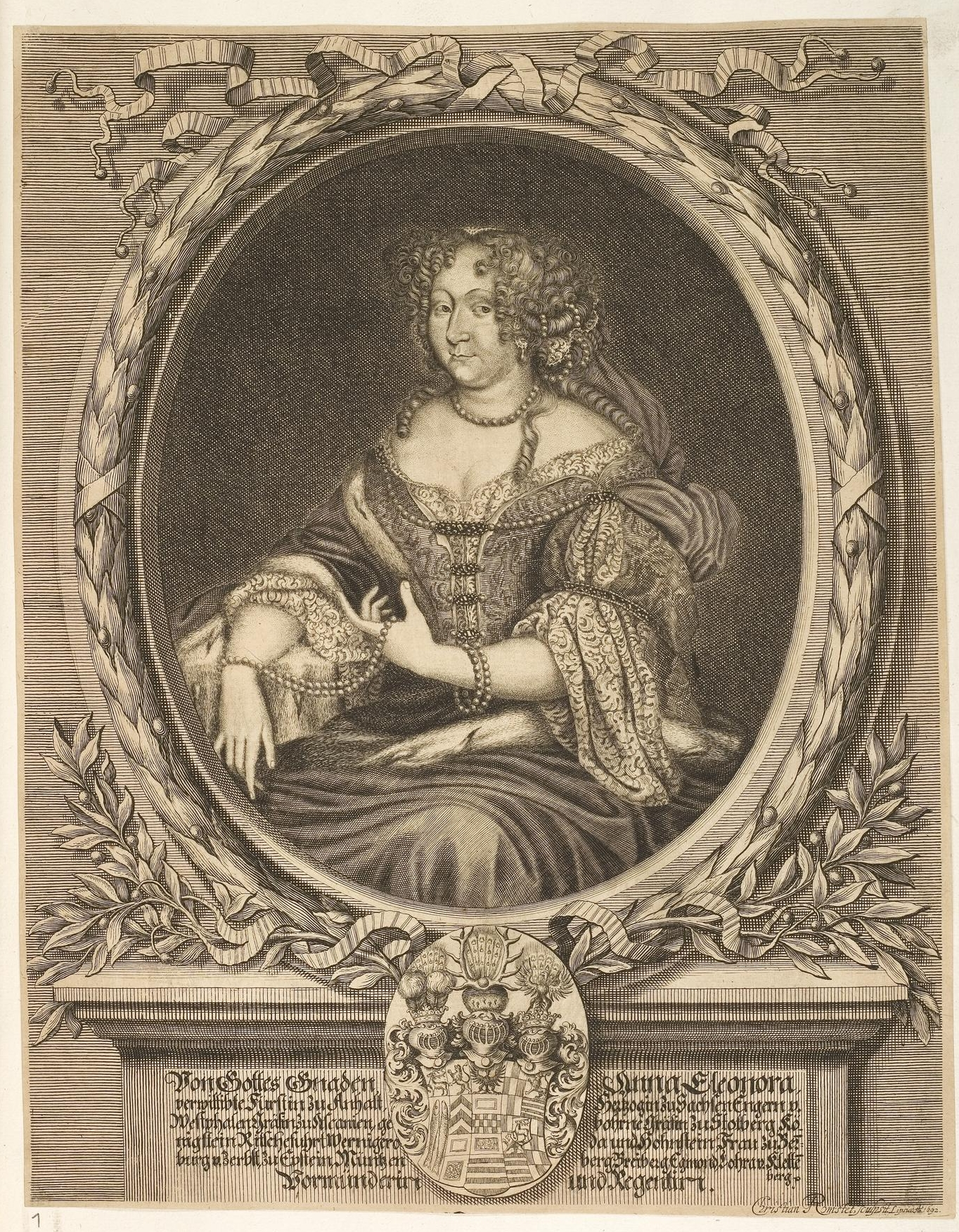
Fürstin Anna Eleonore von Anhalt-Köthen, geb. zu Stolberg-Wernigerode, Ehefrau von Fürst Emanuel von Anhalt-Köthen und Tochter des Grafen Heinrich Ernst zu Stolberg, Fürstlich Waldecksche Hofbibliothek

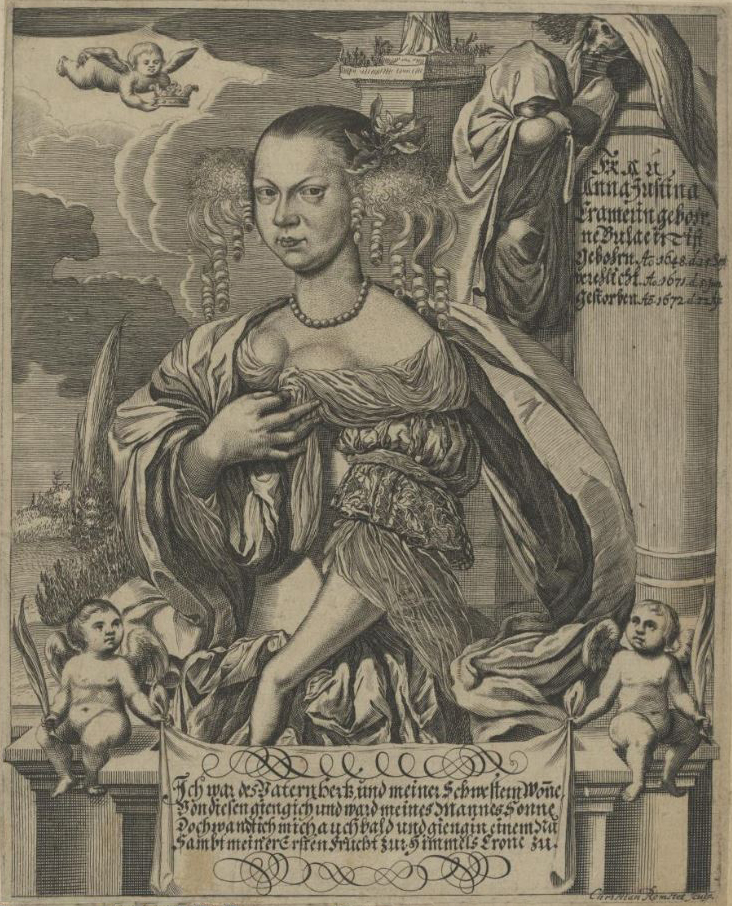
Anna Justina Cramer, geb. Bulaeus, Ehefrau von Peter Ernst Cramer und Tochter von Christophorus Bulaeus, LWL-Museum für Kunst und Kultur

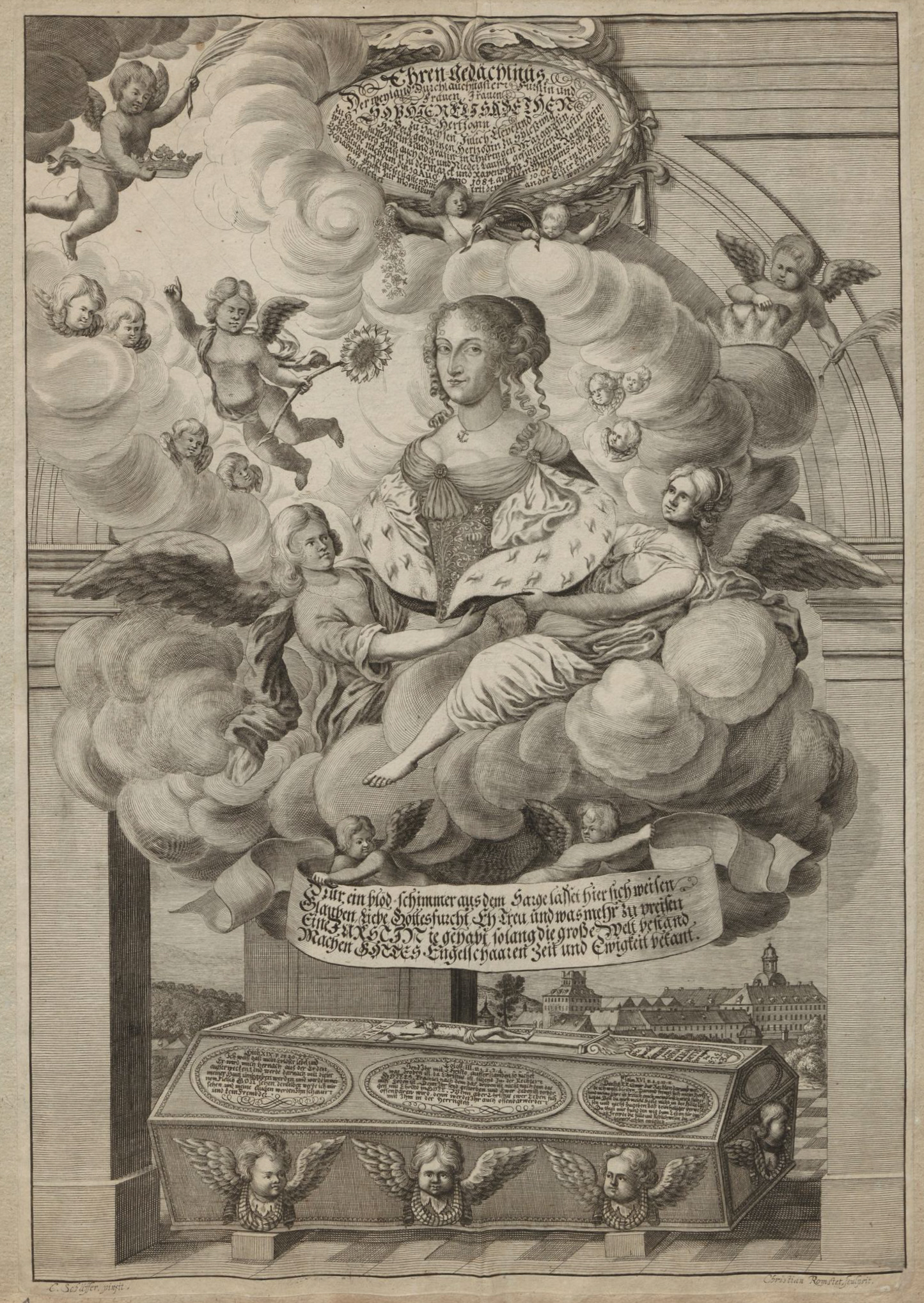
Ehrengedächtnis für Herzogin Sophie Elisabeth von Sachsen-Zeitz, geb. von Schleswig-Holstein-Sonderburg-Wiesenburg, Witwe von Moritz von Sachsen-Zeitz, Tochter des Herzogs Philipp Ludwig von Schleswig-Holstein-Sonderburg-Wiesenburg und der Herzogin Anna Margarete von Schleswig-Holstein-Sonderburg-Wiesenburg, geb. Prinzessin von Hessen-Homburg, Fürstlich Waldecksche Hofbibliothek

Christian Romstet (* 1640 in Weimar; † 21. November 1721 in Leipzig) war ein deutscher Zeichner und Kupferstecher des Barock.

## Leben
Christian Romstet (auch Rumstet, Romstedt oder Rombstedt) wurde 1640 in Weimar geboren und am 28. Februar 1640 in der Stadtkirche St. Peter und Paul evangelisch-lutherisch getauft. Sein Vater war Christian Wilhelm Rombstedt, der 1629 in die Weimarer Bürgerschaft aufgenommen wurde, 1647 Ratskämmerer und 1650 Stadtrichter von Weimar wurde. Erst im Alter von 31 Jahren immatrikulierte Christian Romstet sich im Sommerhalbjahr 1671 an der Universität Leipzig. Eine Zeit lang wohnte er im Roten Kolleg. Er war ein Schüler von Johann Dürr und arbeitete zeitweilig mit Johann Caspar Höckner (1629–1671) zusammen. Auf den Drucken mit Höckner lautet in der Signatur sein Nachname Rumstet oder Rombstedt, während bei seinen alleinigen Arbeiten Romstet als Nachname steht. Romstet hat hauptsächlich Porträts gestochen. Am 21. November 1721 verstarb er in Leipzig.
Christian Romstet hat sämtliche Porträts der Leipziger Geistlichkeit gestochen. Diese Stiche waren für den Handel bestimmt und mussten billig sein, sodass er nicht viel Zeit für das künstlerische und verzierende Drumherum einsetzte. Er scheint sie für den eigenen Verlag gestochen zu haben und nicht für den Kupferstecher und Kupferstichverleger Johannes Frentzel, dessen verlegte und eigene Lithographien für ein aufwendiges Drumherum bekannt waren. Für Porträtstiche, die er als Privataufträge für Familien herstellte, wendete er mehr Zeit auf. Die Köpfe sind scharf modelliert und höchst charakteristisch. Ihre Umrahmung sind ab der Zeit, wo er nicht mehr im Banne Frentzels stand, relativ einfach gehalten. Vereinzelt hat Christian Romstet sich in der Schabkunst versucht, wie zum Beispiel bei dem Porträt von Franz Heinrich Höltich. Die meisten Porträts wurden nach Ölbildern gestochen oder geschabt, einzelne aber auch nach dem Leben.

## Werke (Auswahl)

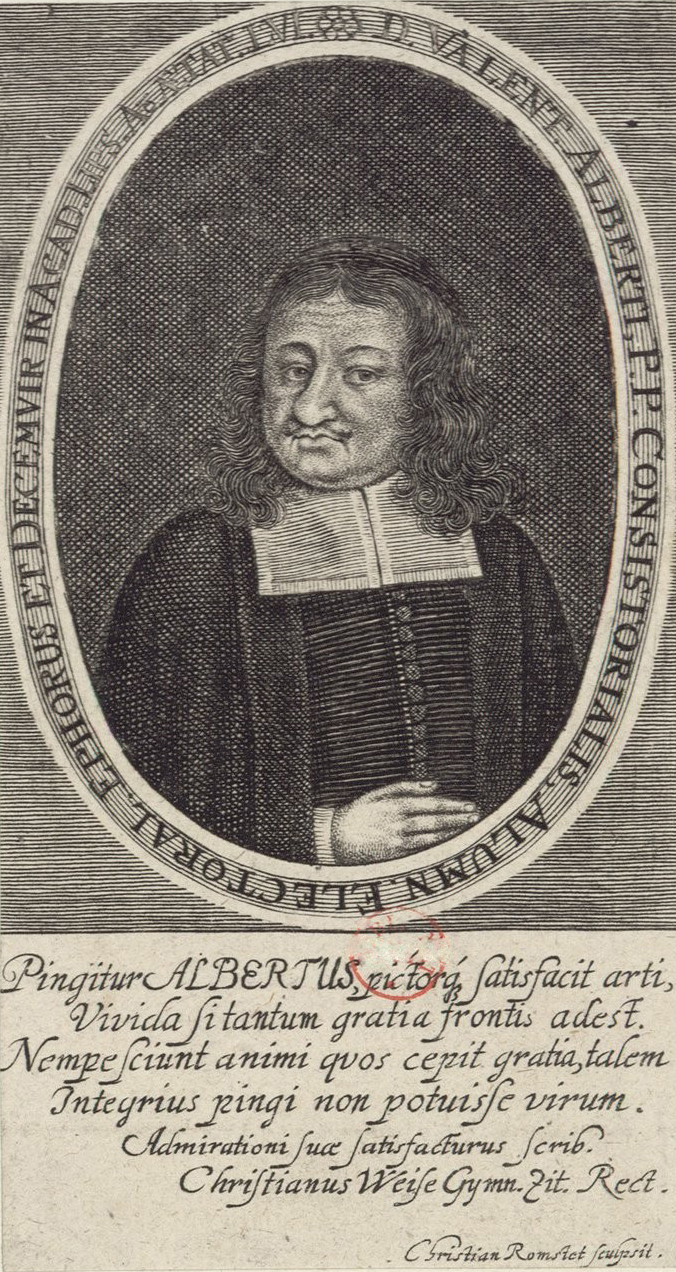
Valentin Alberti, Bibliothèque nationale de France
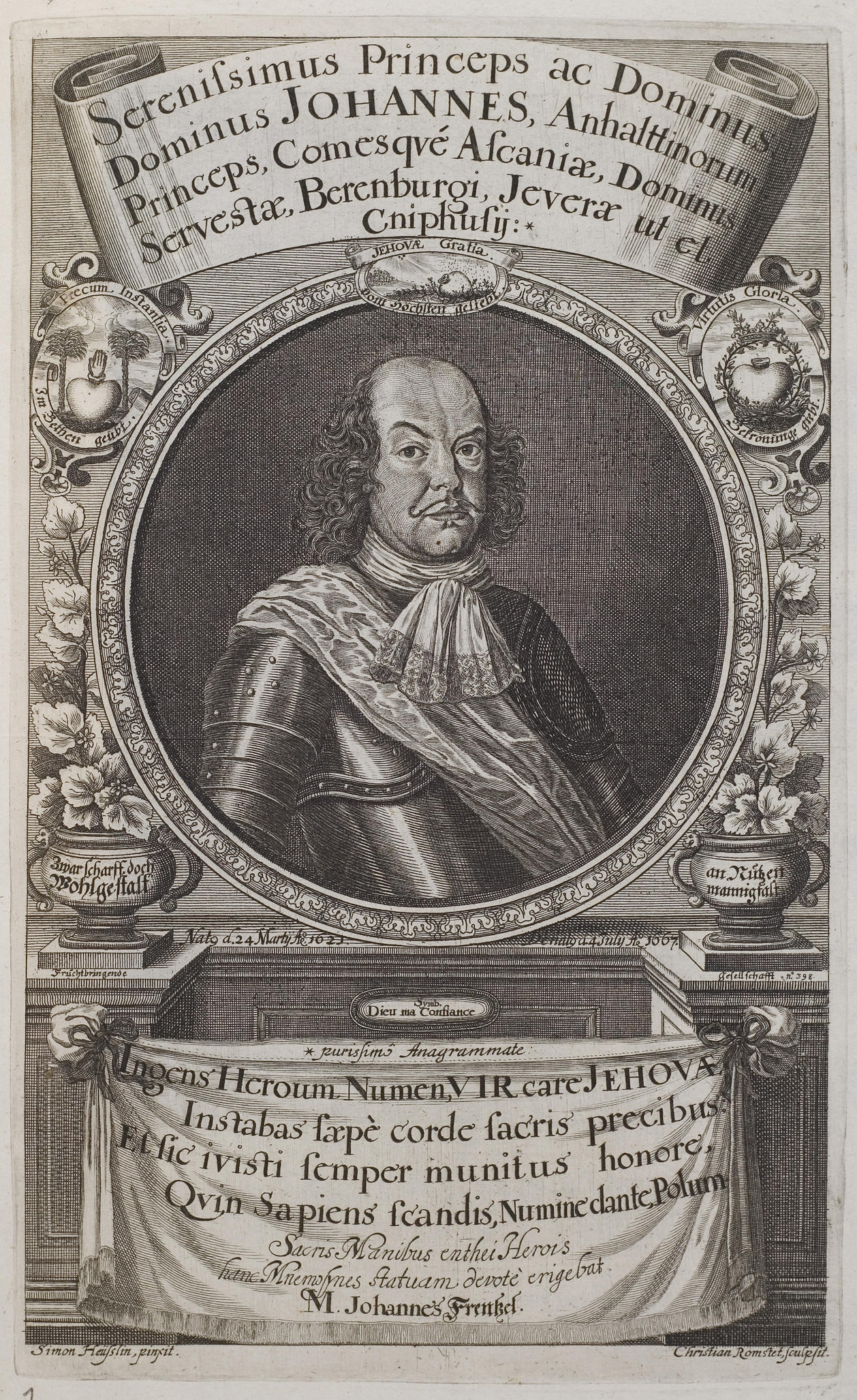
Fürst Johann VI. von Anhalt-Zerbst, nach einem Gemälde von Simon Heüsslin, für Johannes Frentzel, Fürstlich Waldecksche Hofbibliothek
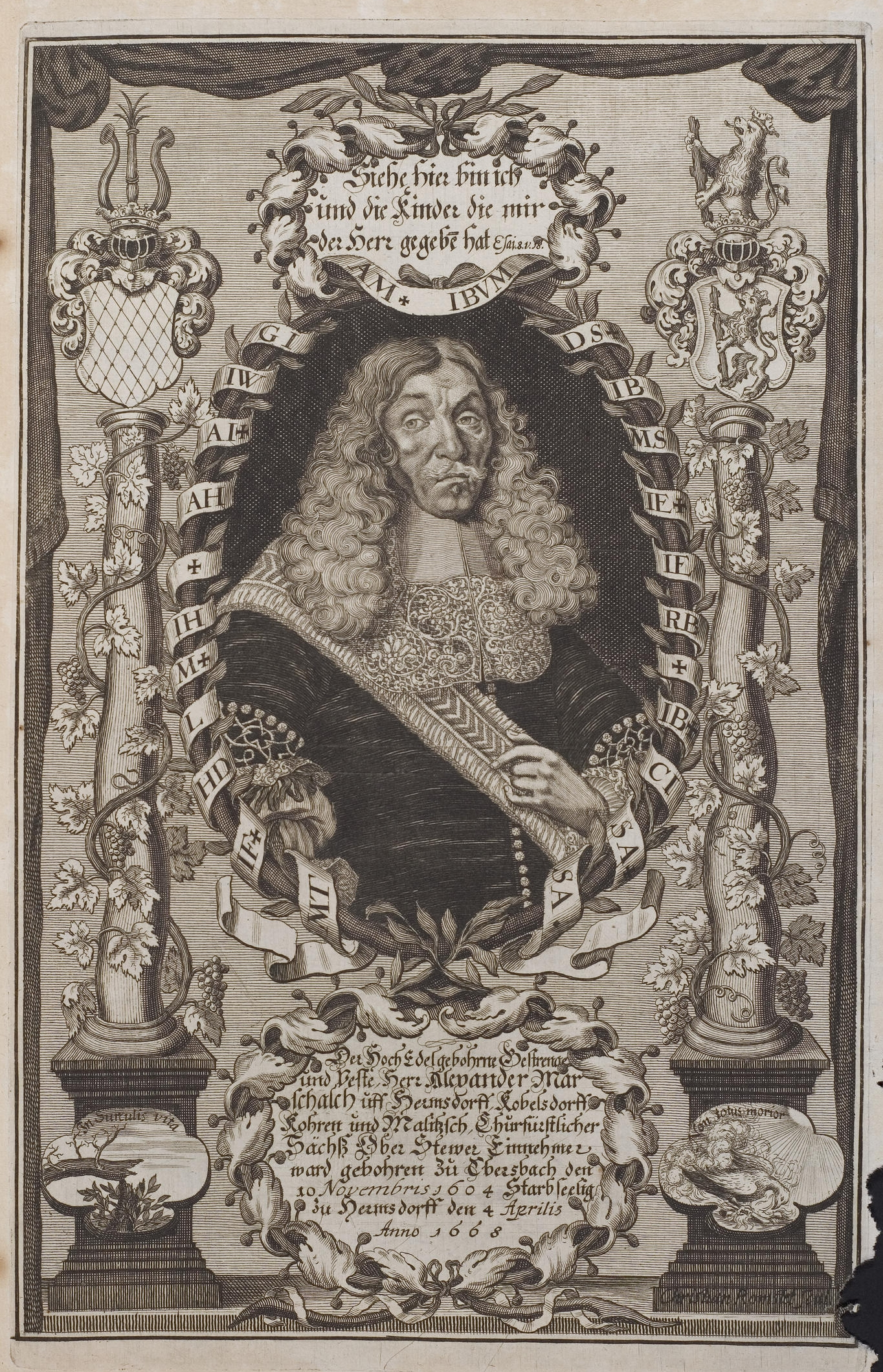
Alexander Marschall von Bieberstein, Fürstlich Waldecksche Hofbibliothek
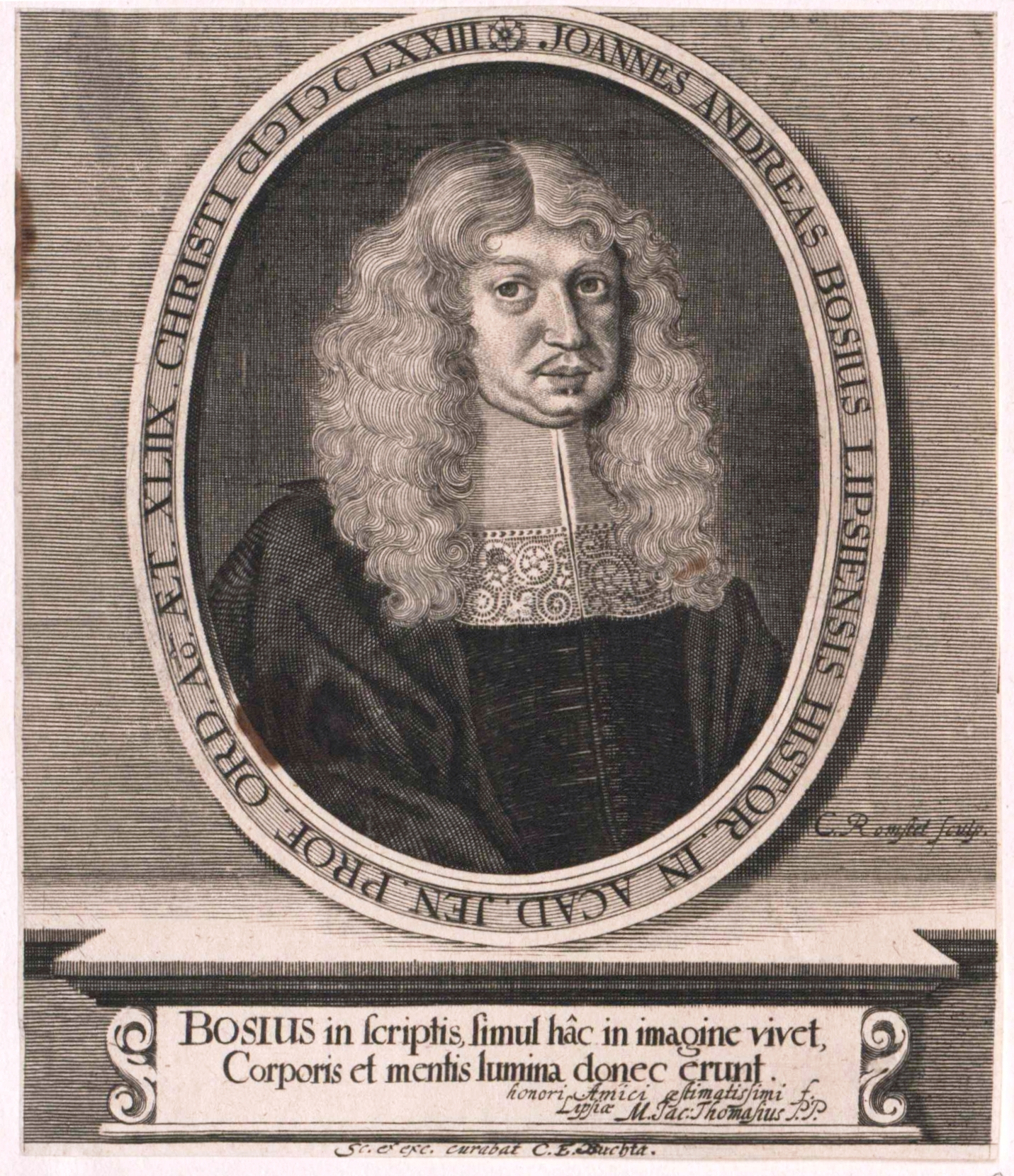
Johann Andreas Bose, Österreichische Nationalbibliothek
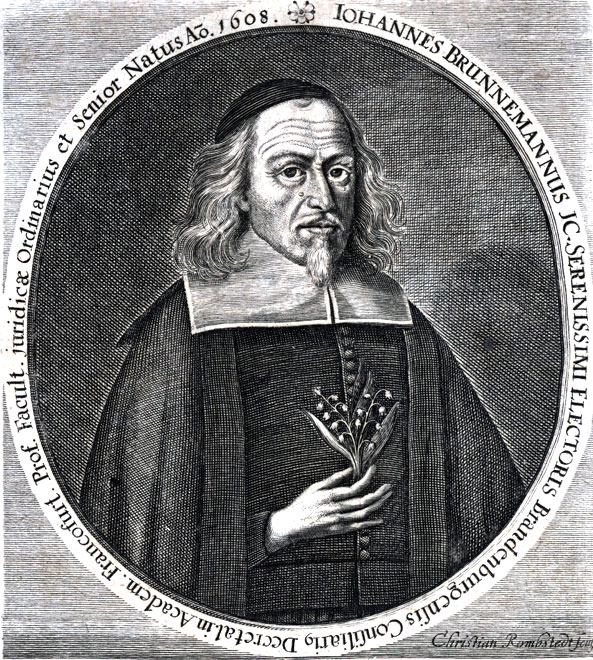
Johann Brunnemann, Stadtbibliothek Trier
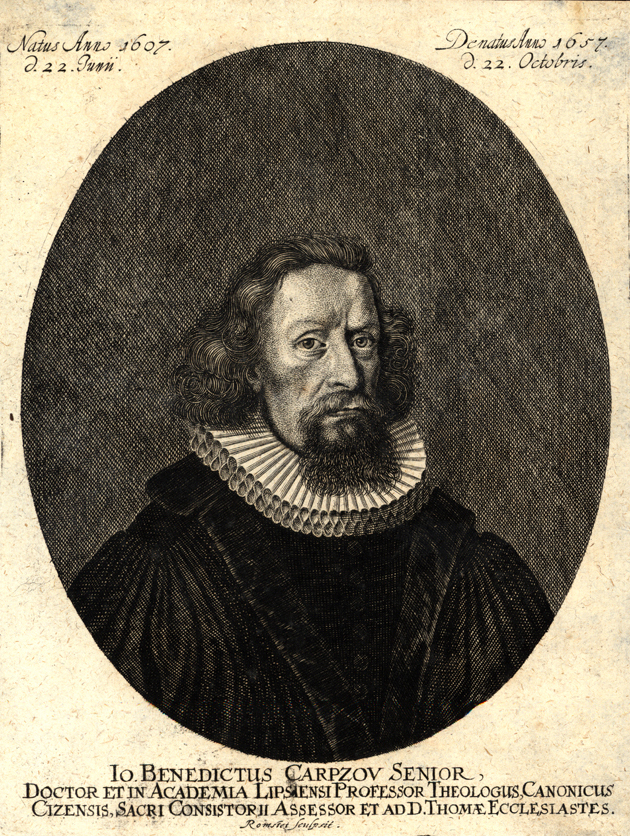
Johann Benedikt Carpzov I., Stadtbibliothek Trier
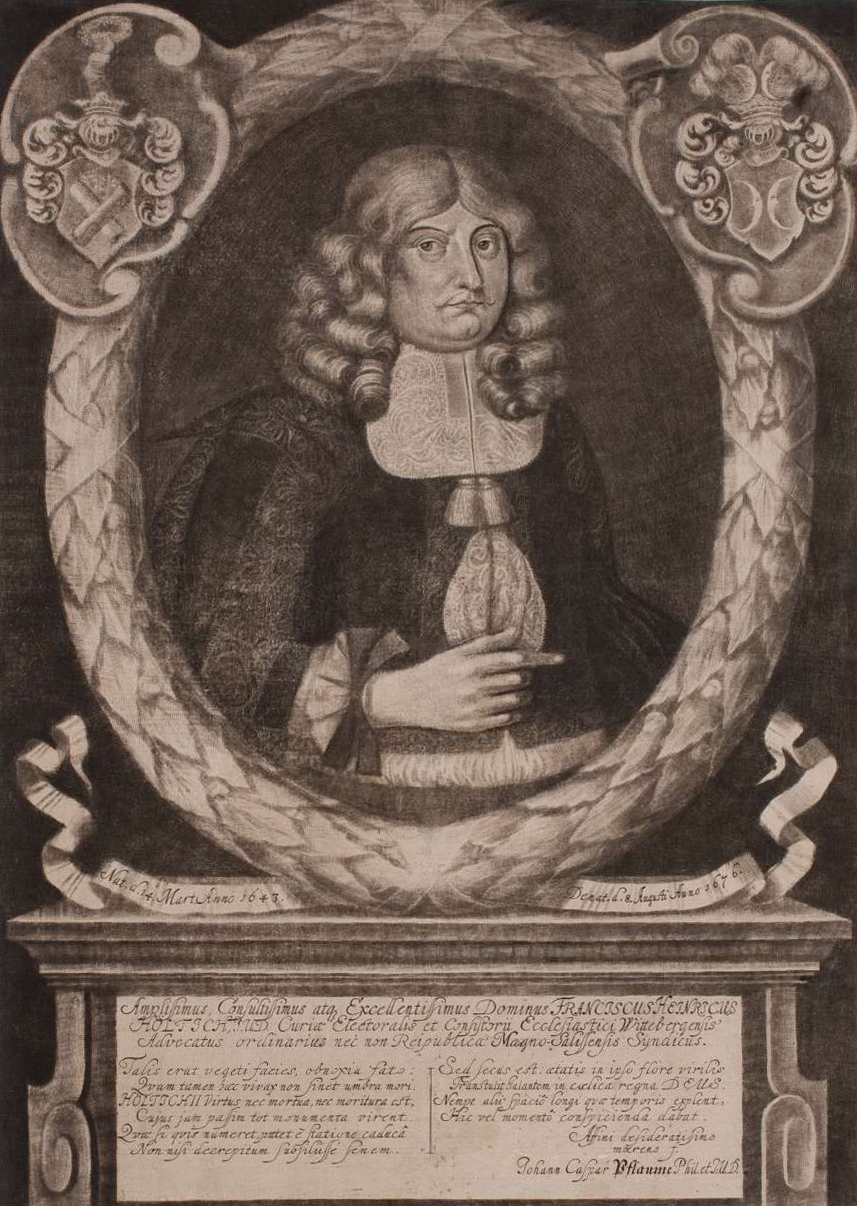
Franz Heinrich Höltich, Herzog August Bibliothek
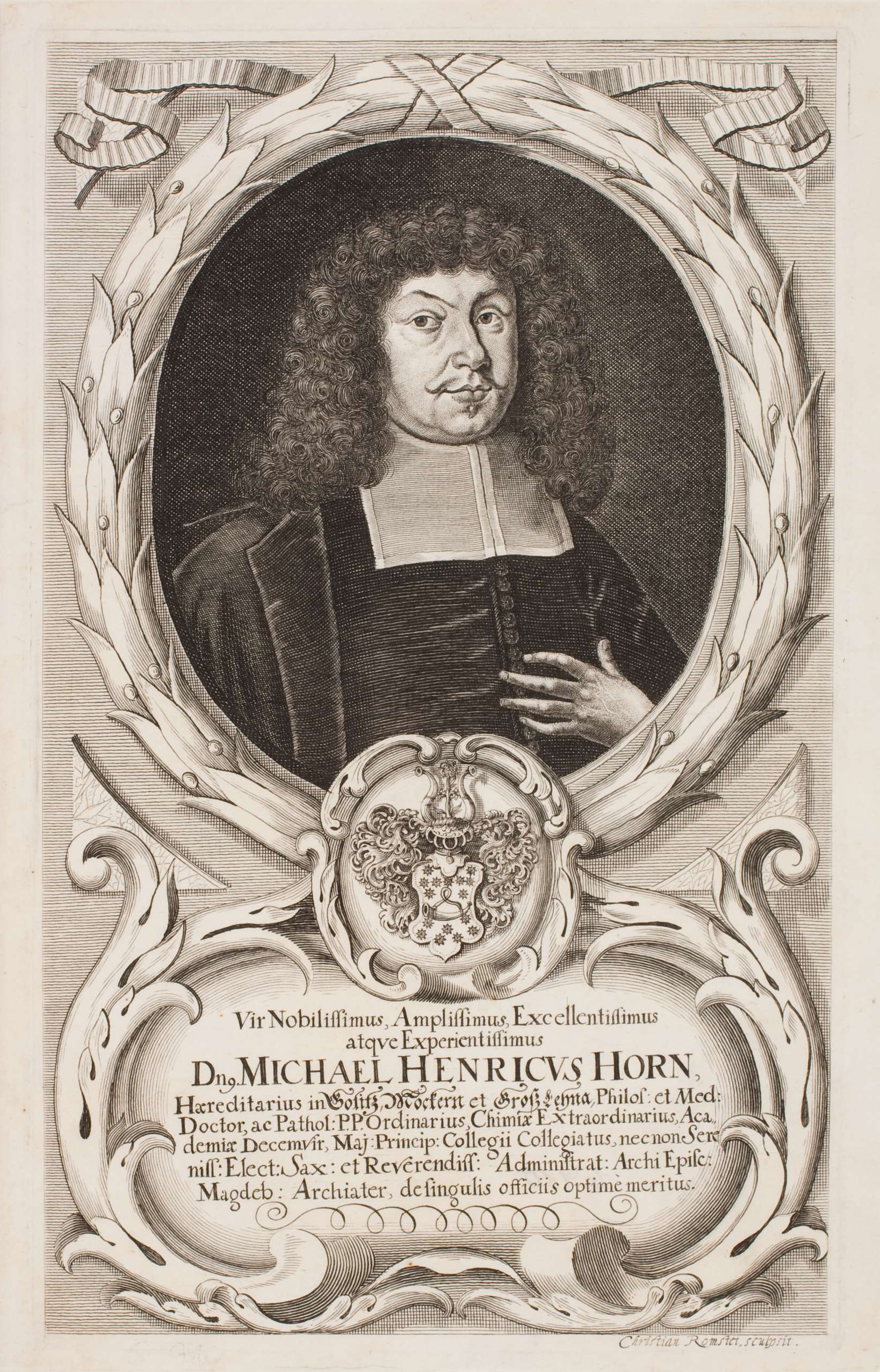
Michael Heinrich Horn, Herzog August Bibliothek
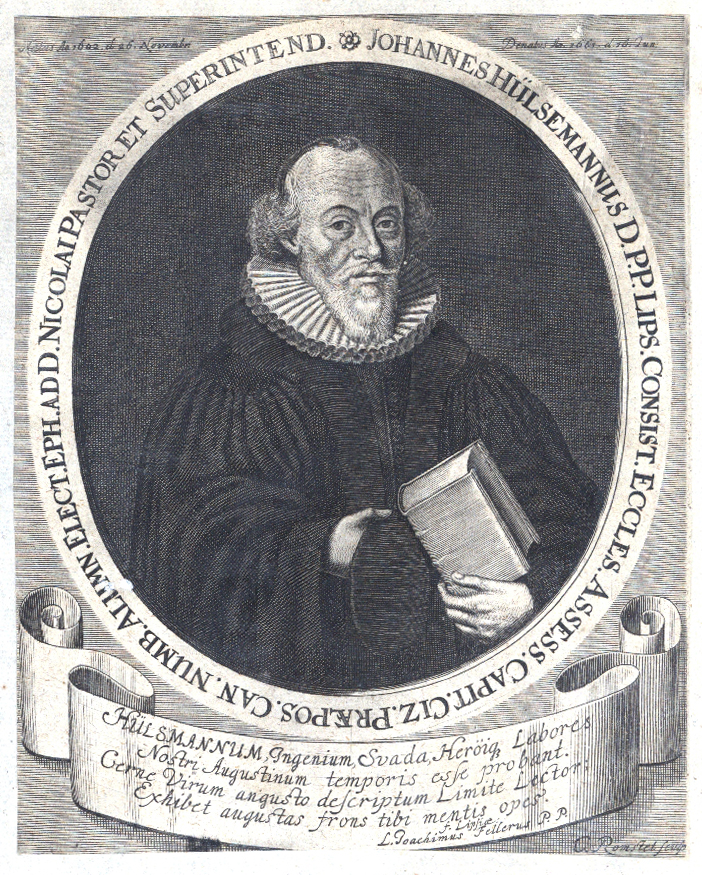
Johannes Hülsemann, Stadtbibliothek Trier
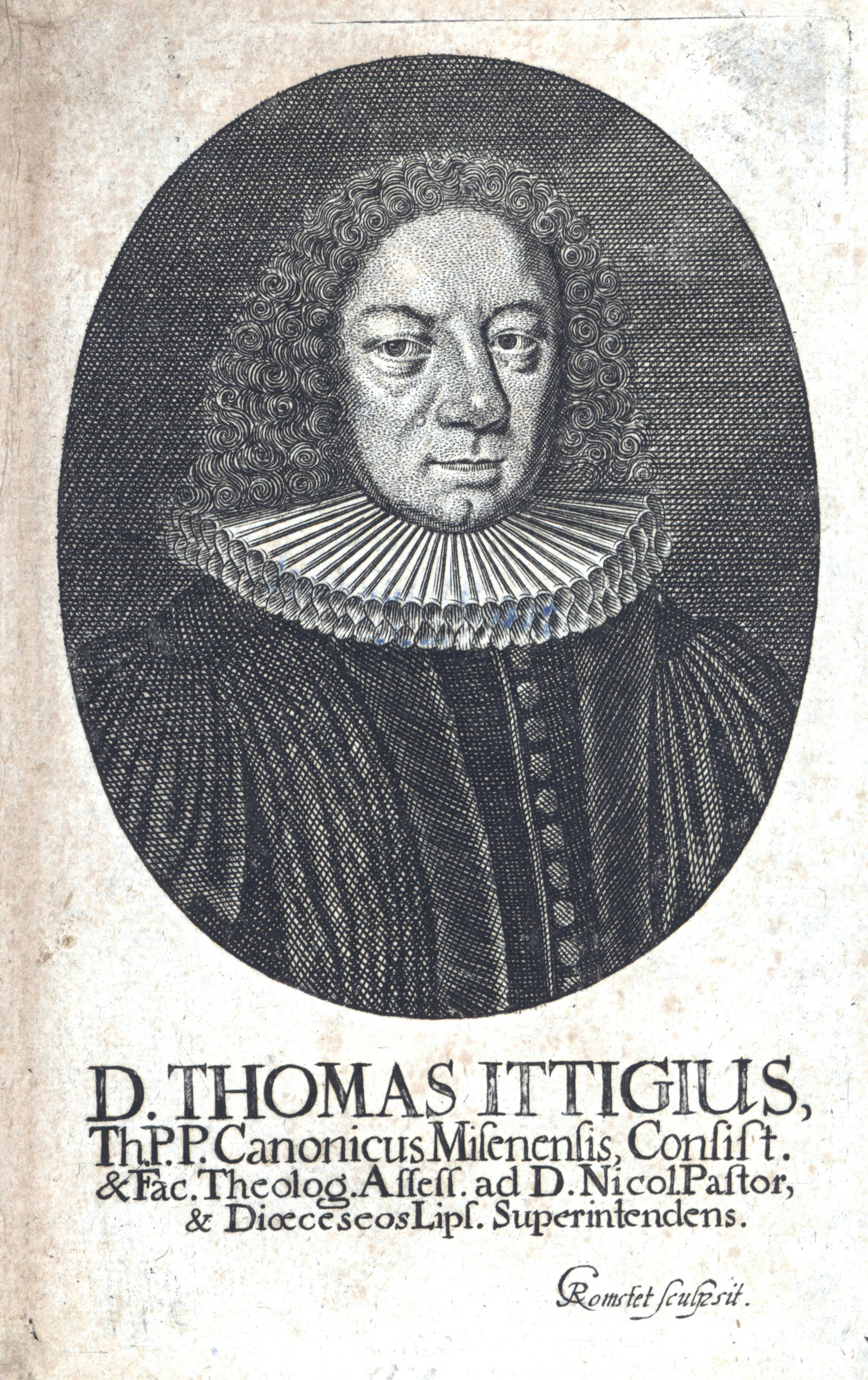
Thomas Ittig, Stadtbibliothek Trier
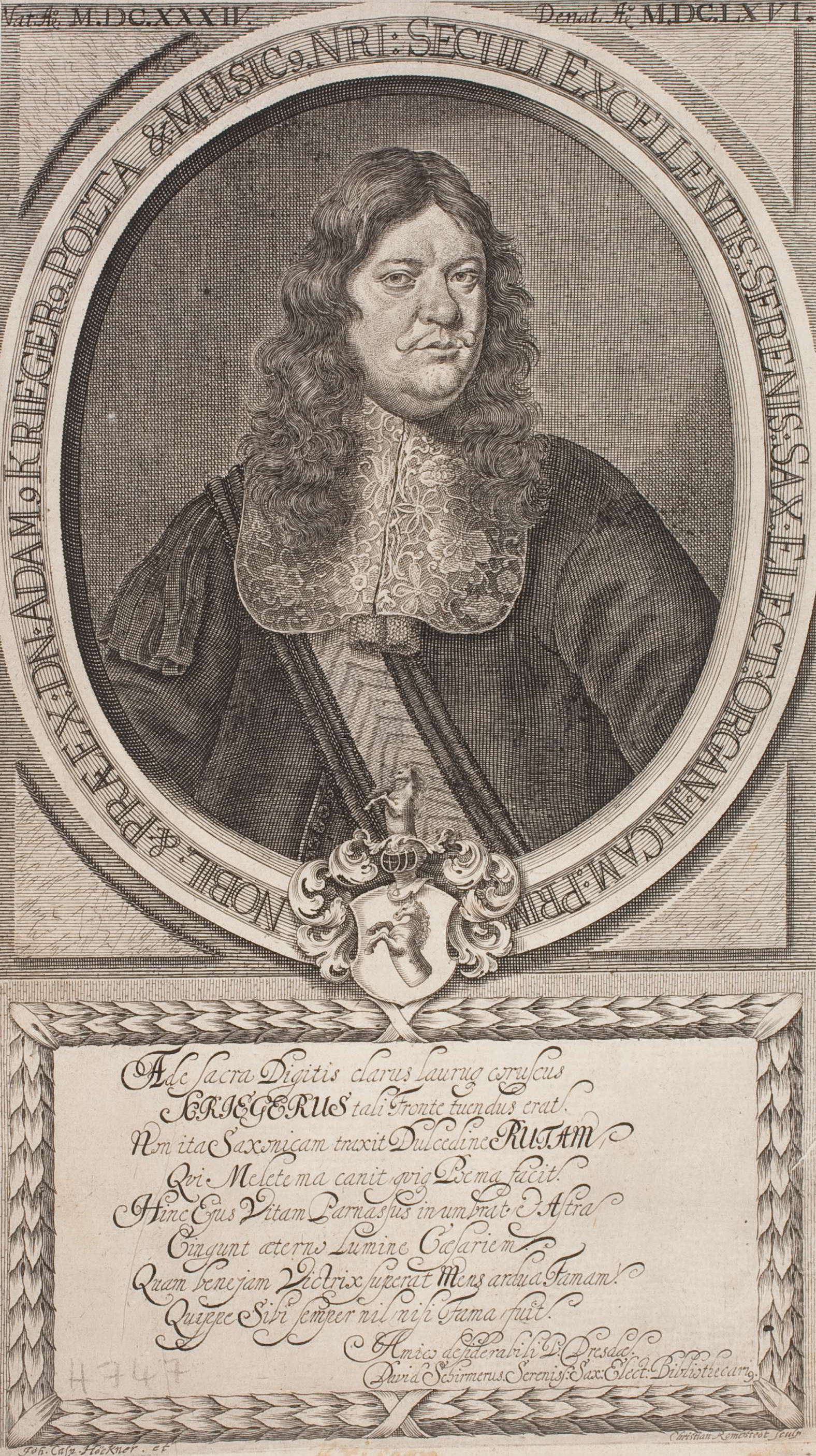
Adam Krieger, Zusammenarbeit mit Johann Caspar Höckner, Herzog August Bibliothek
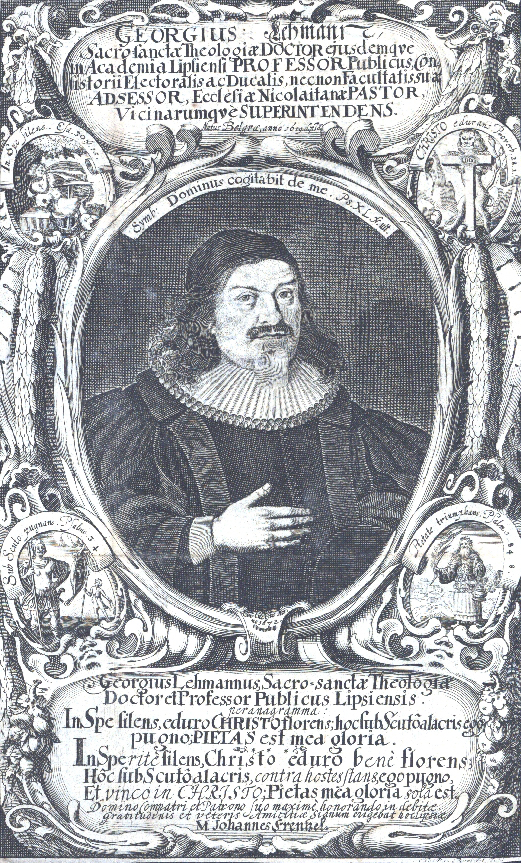
Georg Lehmann, für Johannes Frentzel, Stadtbibliothek Trier
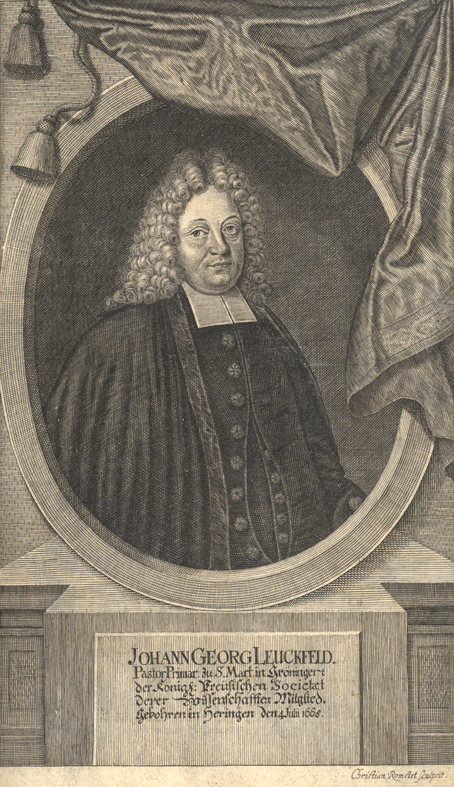
Johann Georg Leuckfeld, Stadtbibliothek Trier
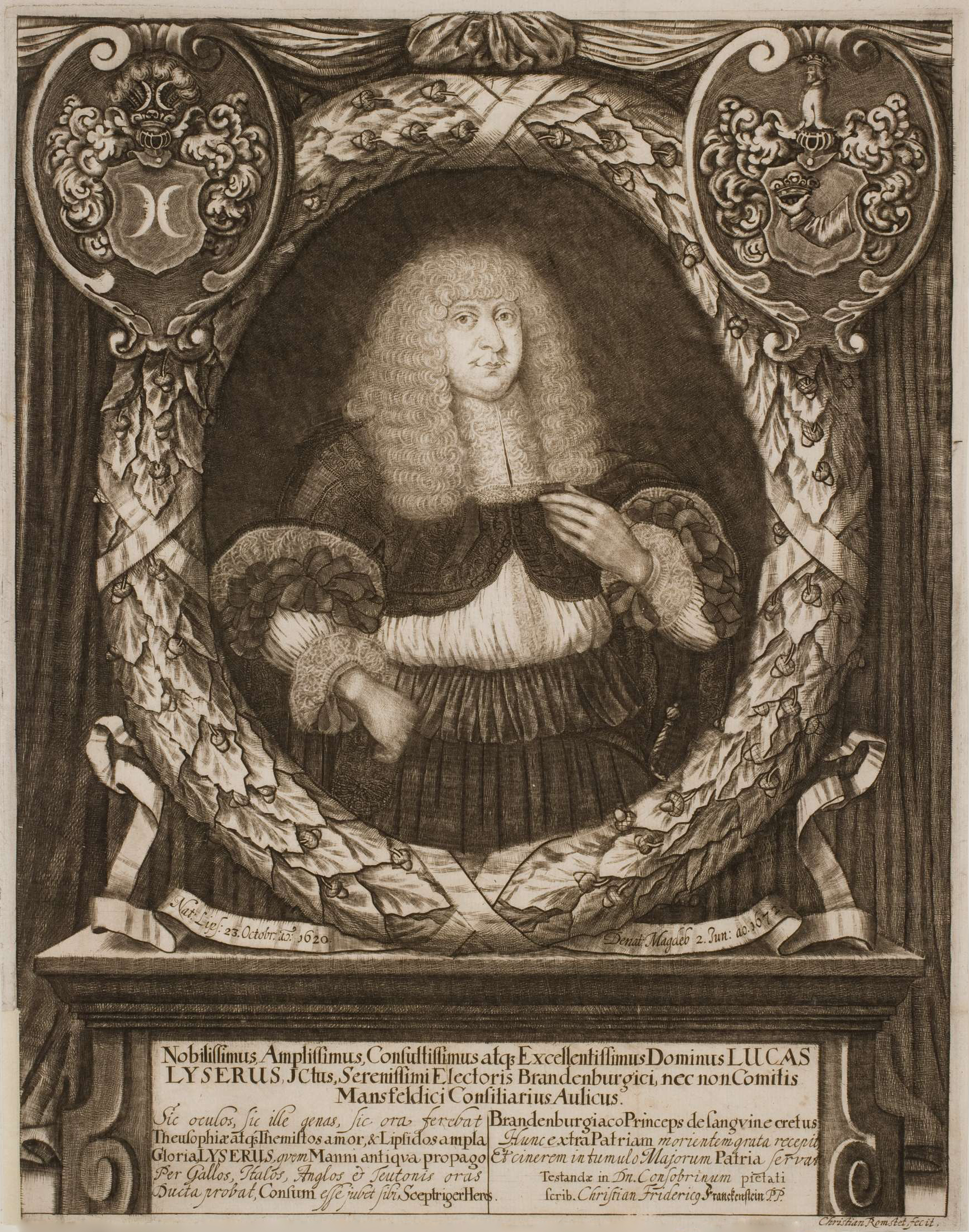
Lucas Leyser, Sohn von Polykarp Leyser II., Herzog August Bibliothek
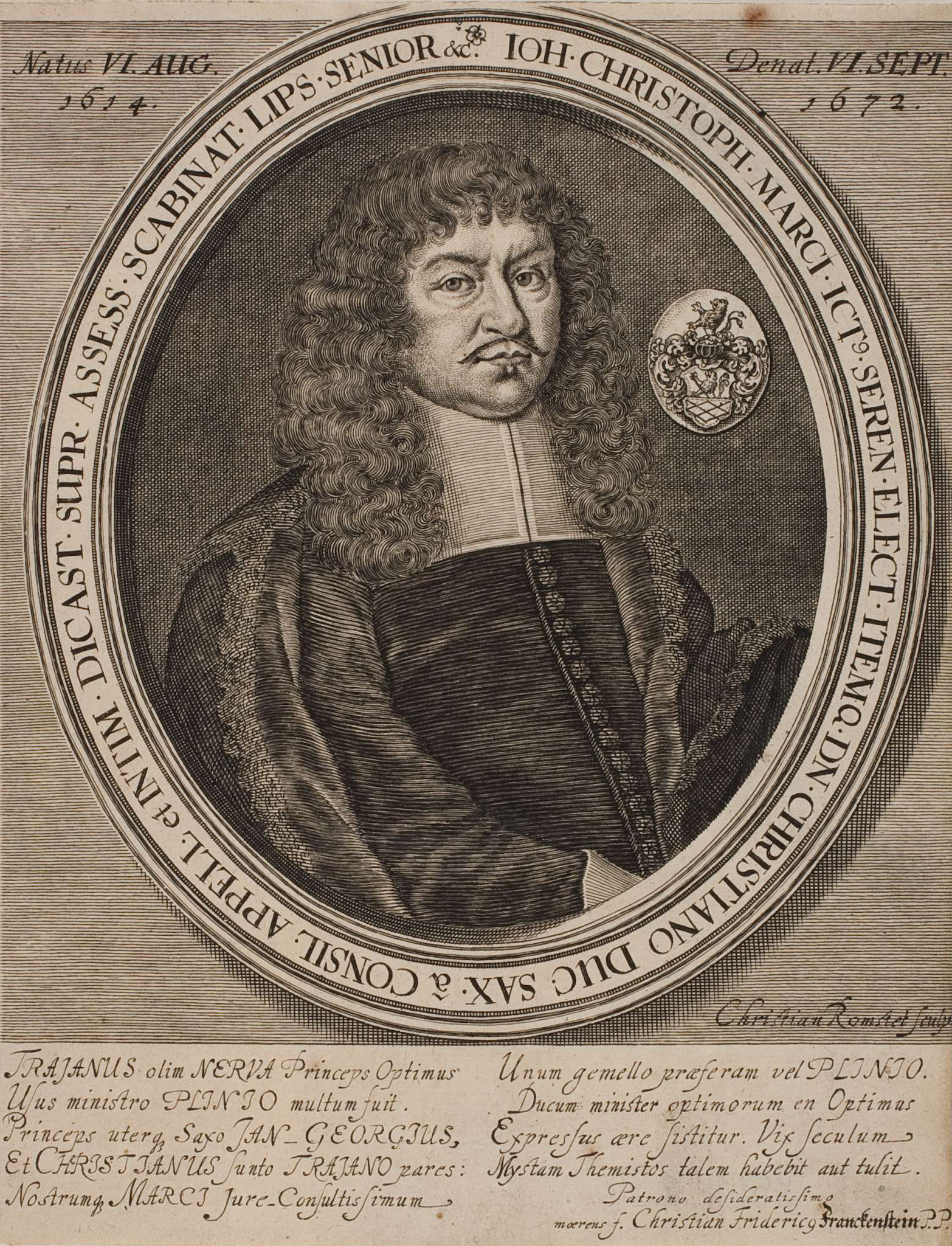
Johann Christoph Marci, Herzog August Bibliothek
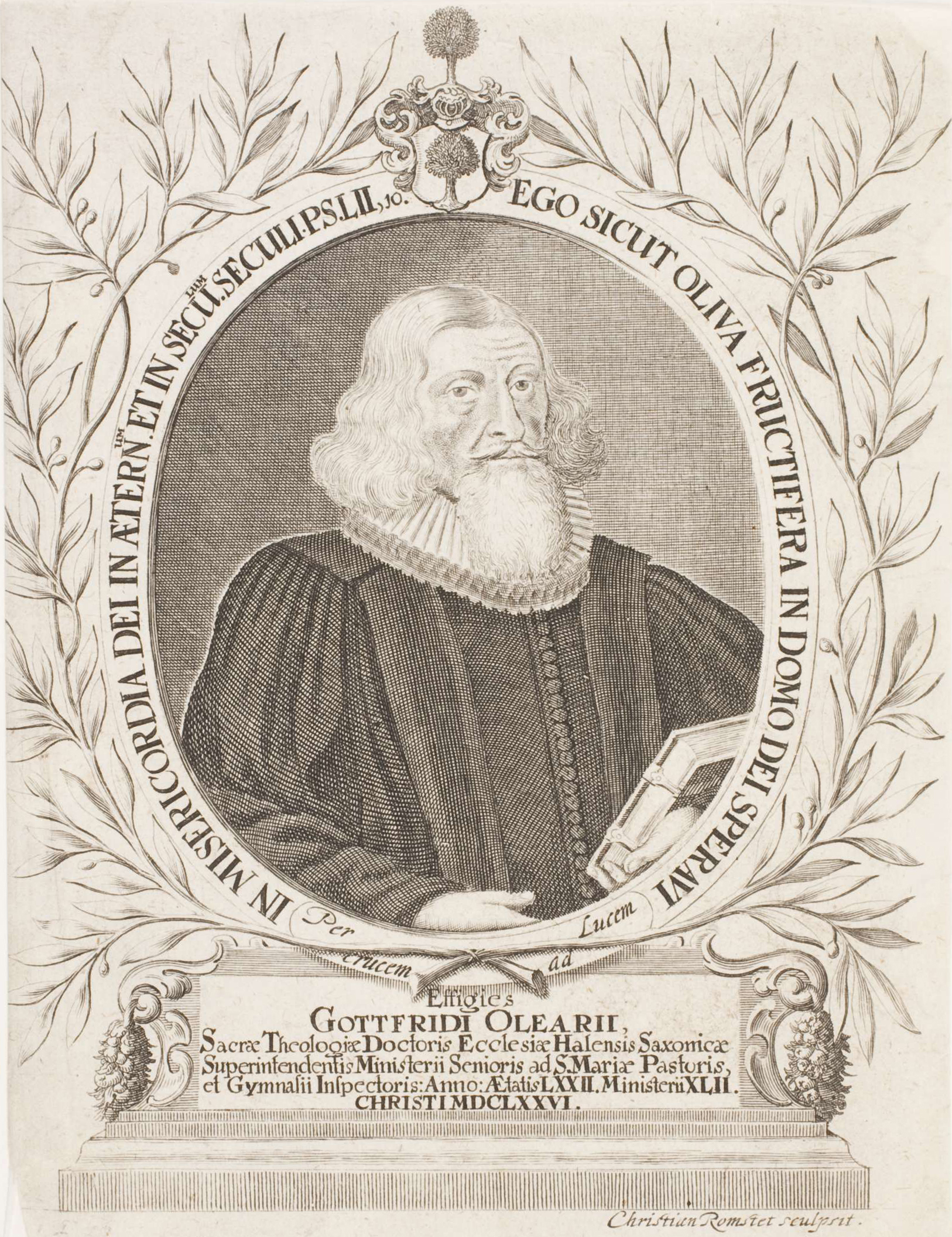
Gottfried Olearius, Herzog August Bibliothek
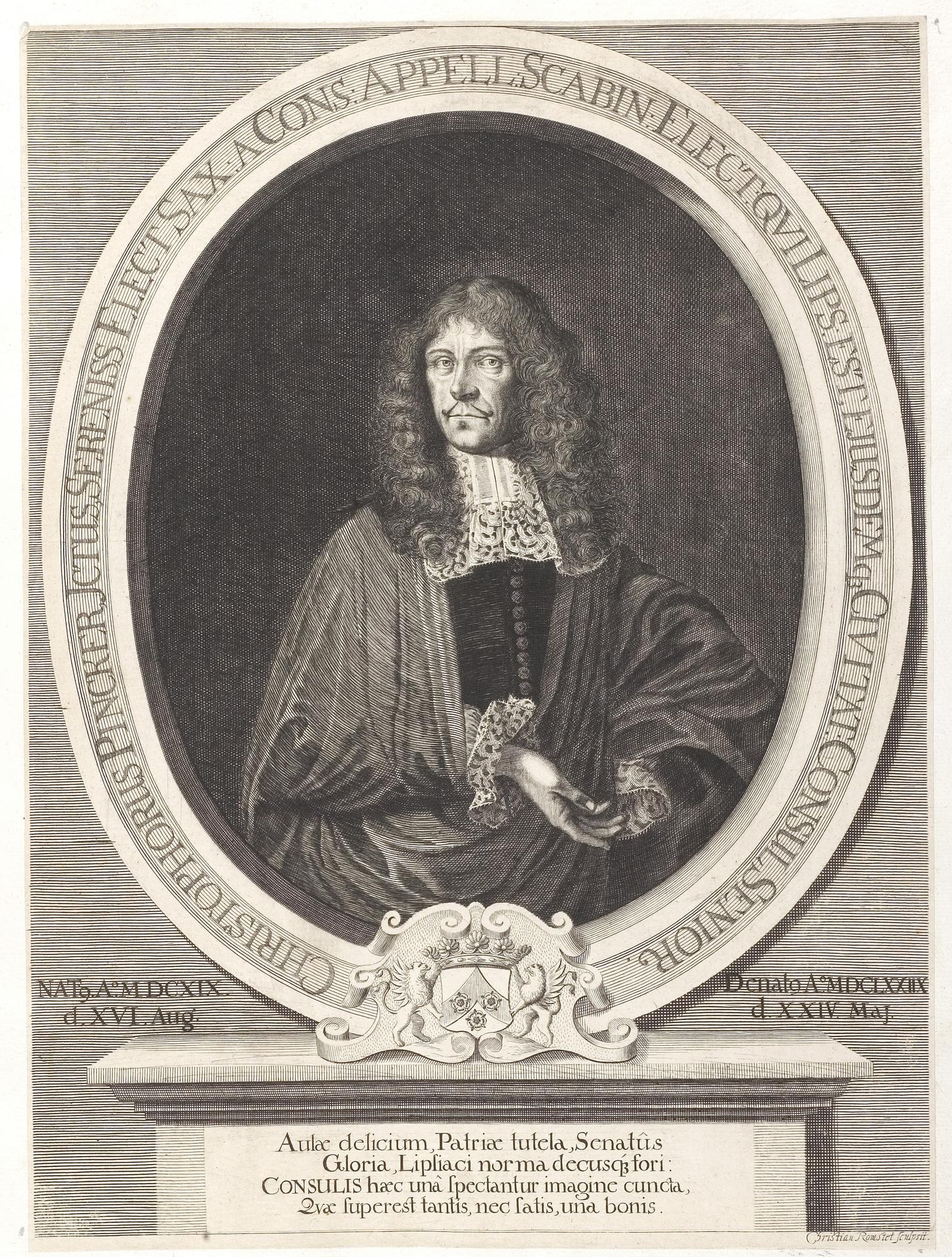
Christoph Pincker jun., Fürstlich Waldecksche Hofbibliothek
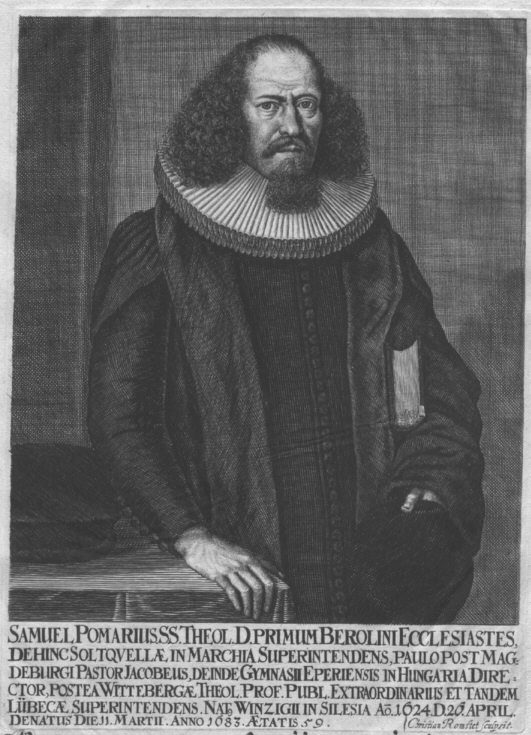
Samuel Pomarius, nach einem Gemälde (heute in der Stadtbibliothek Lübeck), Herzog August Bibliothek
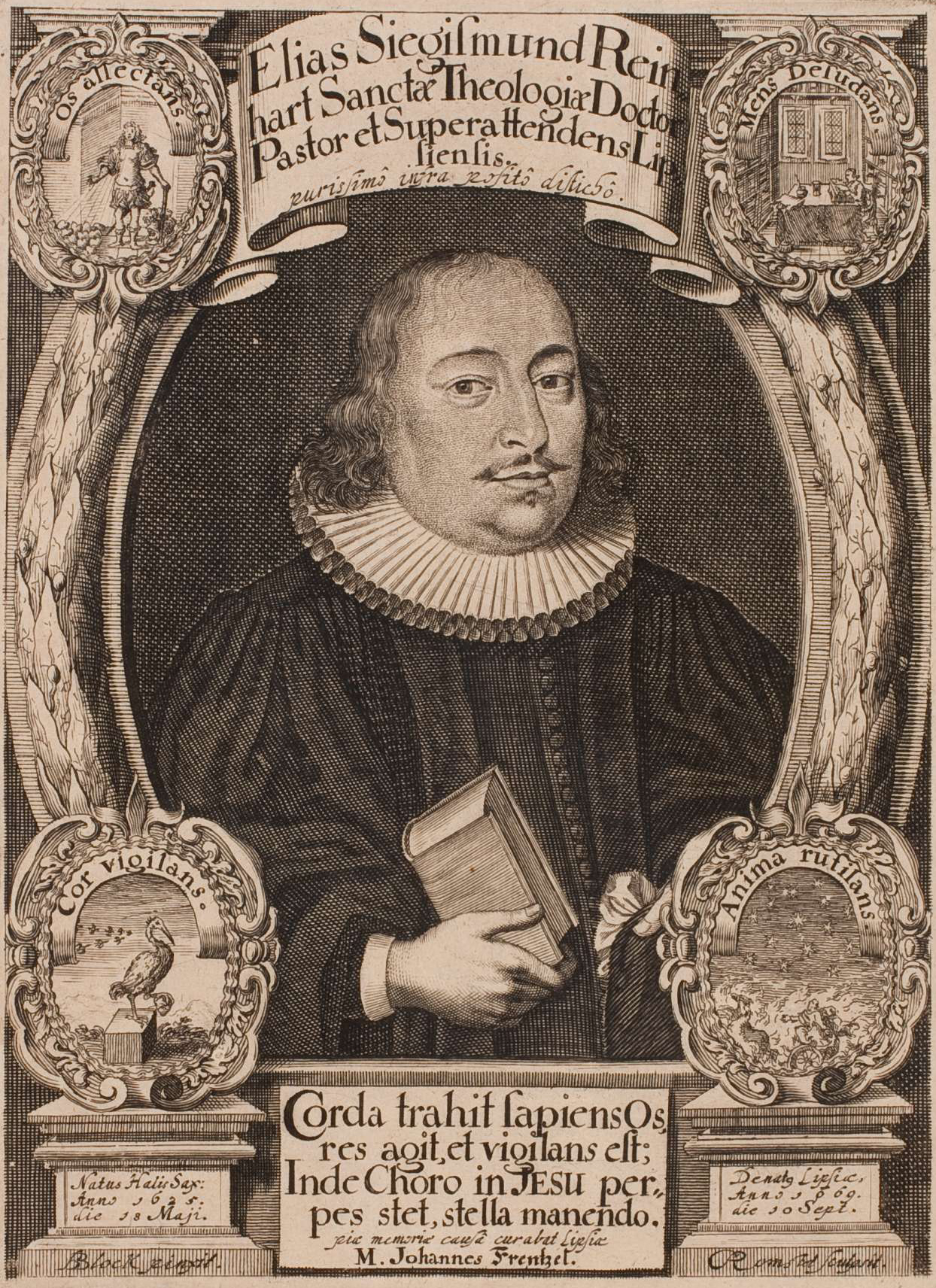
Elias Siegismund Reinhart, nach einem Gemälde von Benjamin von Block, Herzog August Bibliothek
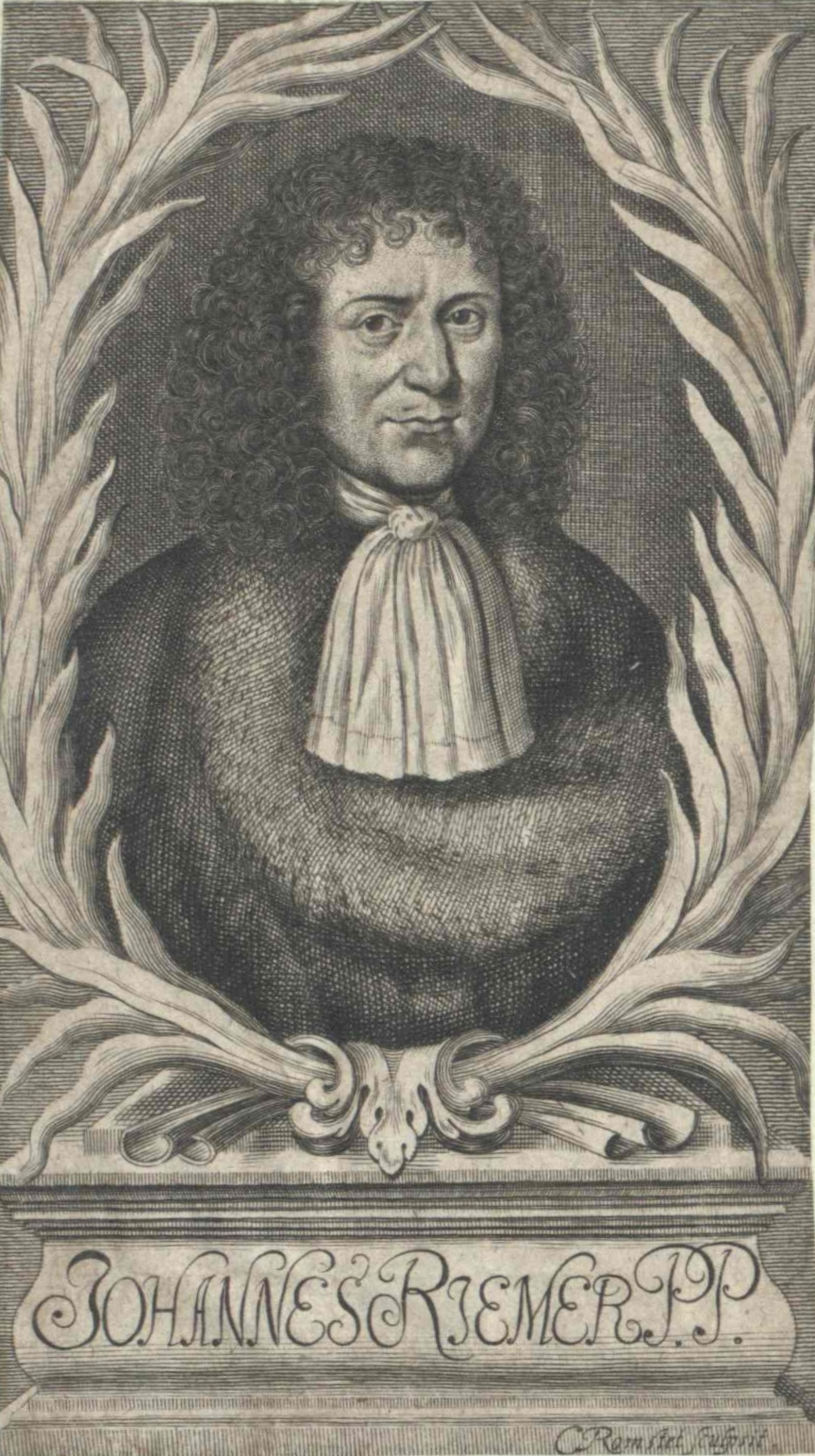
Johannes Riemer, Österreichische Nationalbibliothek
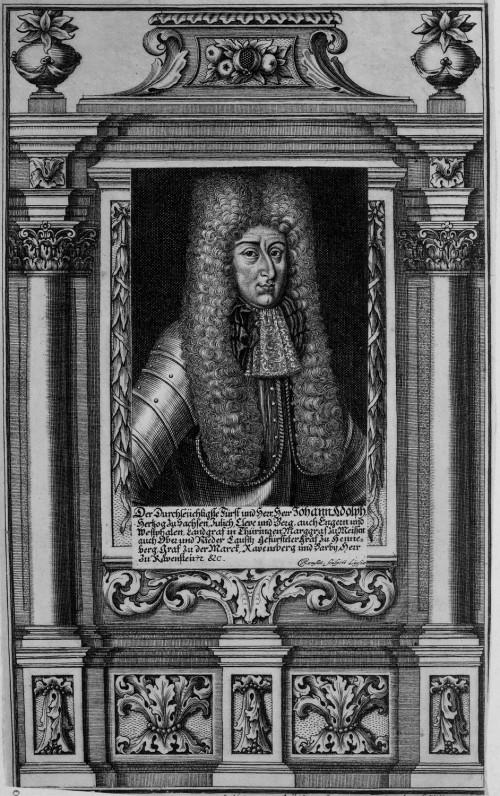
Herzog Johann Adolf I. von Sachsen-Weißenfels, Deutsche Fotothek
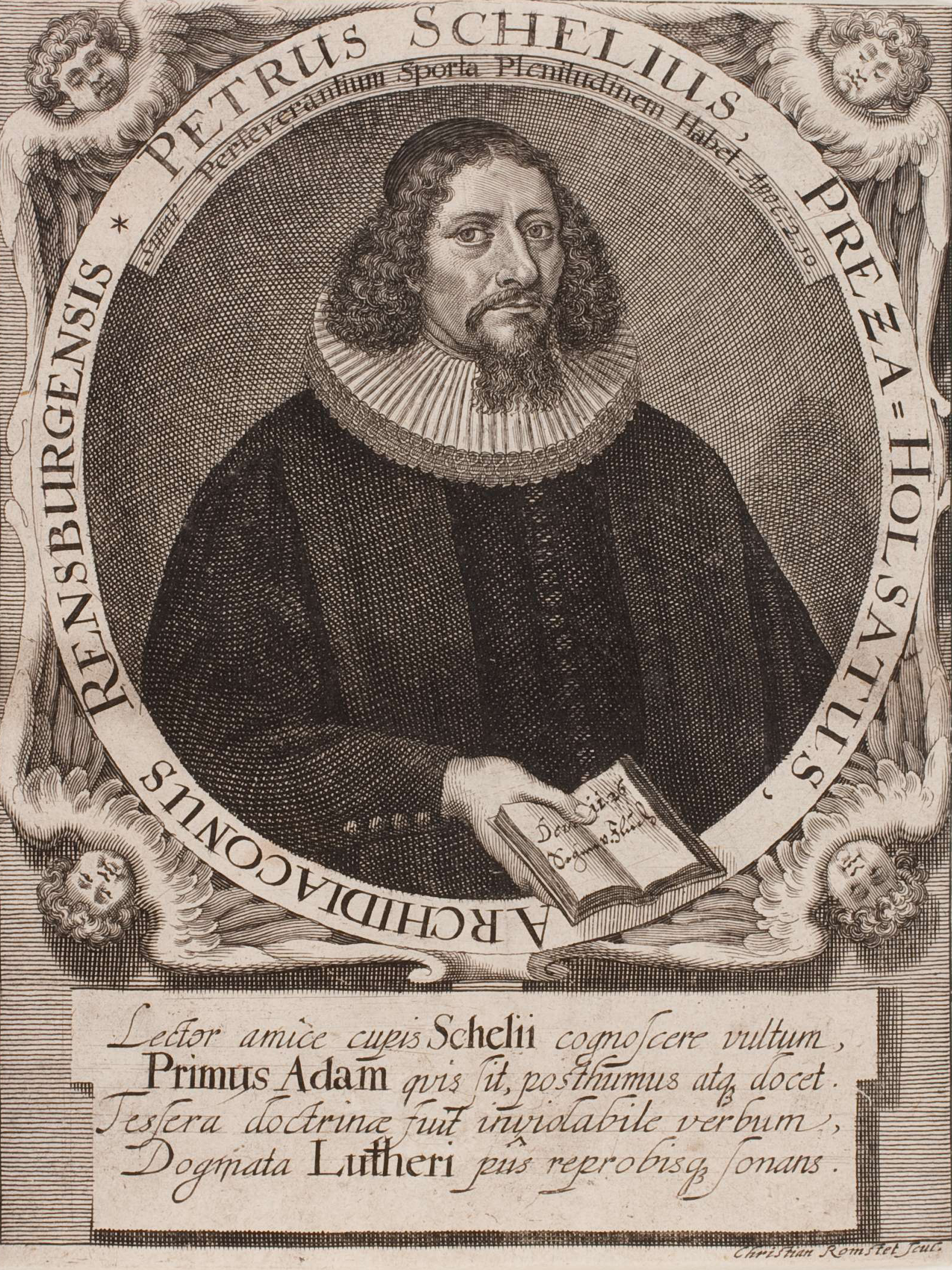
Petrus Scheele, Herzog August Bibliothek
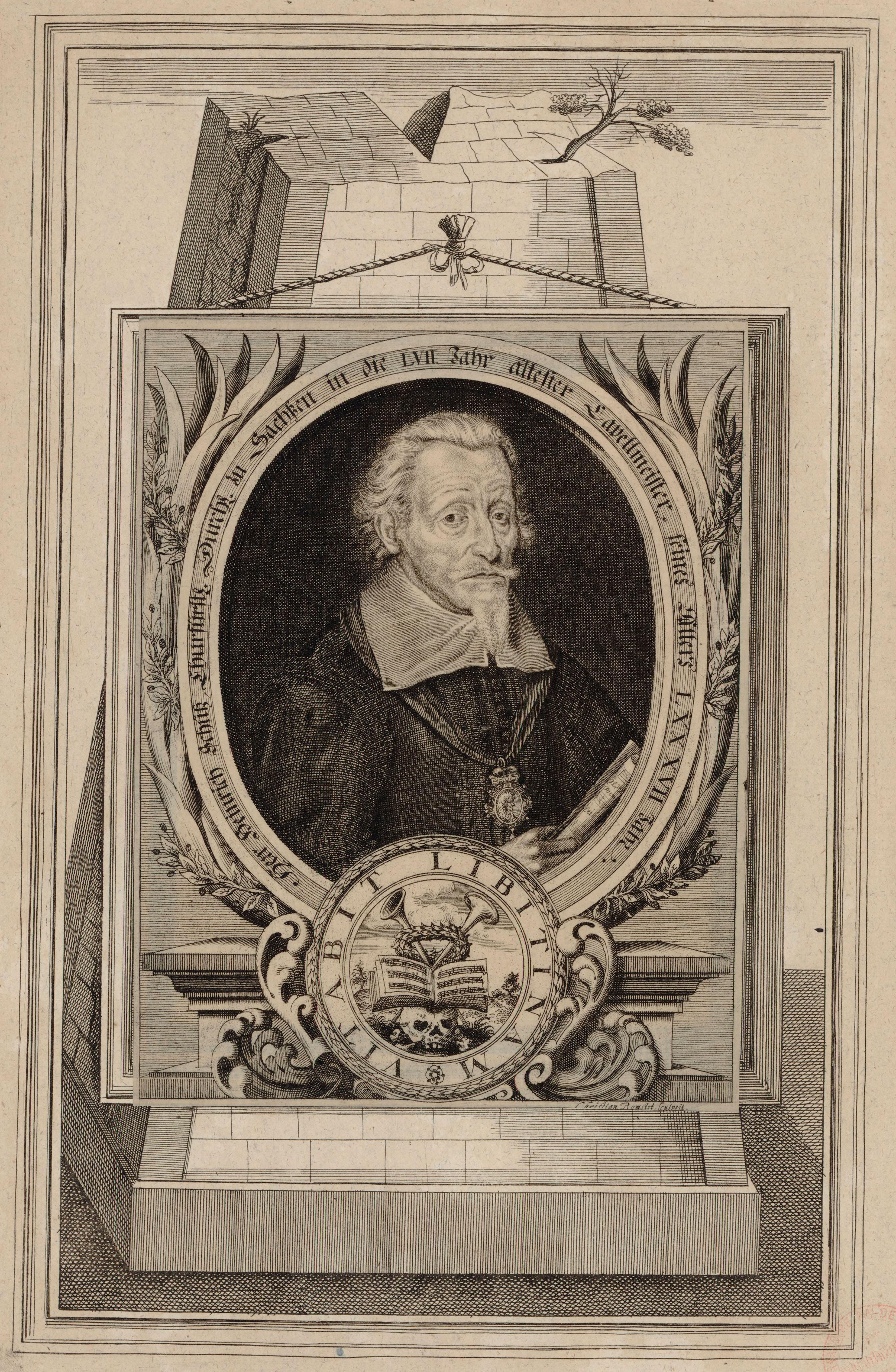
Heinrich Schütz, nach einem Gemälde von Christoph Spätner, Bibliothèque nationale de France
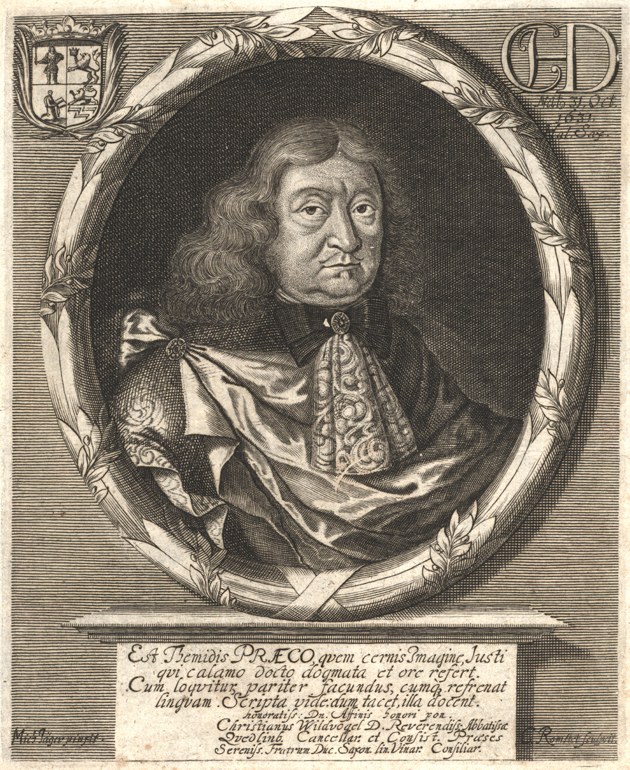
Christian Wildvogel, nach einem Gemälde von Michael Jäger, Stadtbibliothek Trier

## Anmerkung zur Literatur
Georg Kaspar Nagler ging 1843 in seinem Neuen allgemeinem Künstler-Lexicon davon aus, dass es zwei Romstets gäbe. 1860 schlussfolgerte er in seinem Lexikon Die Monogrammisten, dass es Vater und Sohn mit gleichem Namen sein müssen. Hermann Alexander Müller und Hans Wolfgang Singer benutzen 1921 Naglers Künstlerlexikon als Quelle für ihr Allgemeines Künstler-Lexicon. Der Erste, der tatsächlich etwas nachforschte, war der Leipziger Gustav Wustmann, der 1907 in seiner Schrift Der Leipziger Kupferstich im 16., 17. und 18. Jahrhundert bemerkte, dass es nur einen Romstet gegeben hat. Auch Ulrich Thieme und Felix Becker gingen 1934 in ihrem Allgemeinen Lexikon der Bildenden Künstler von der Antike bis zur Gegenwart von einem Romstet aus.